# Saint-Laurent-d'Agny
Saint-Laurent-d'Agny è un comune francese di 2 131 abitanti situato nel dipartimento del Rodano della regione Alvernia-Rodano-Alpi.

## Società

### Evoluzione demografica
Abitanti censiti